# Document de l'Église catholique

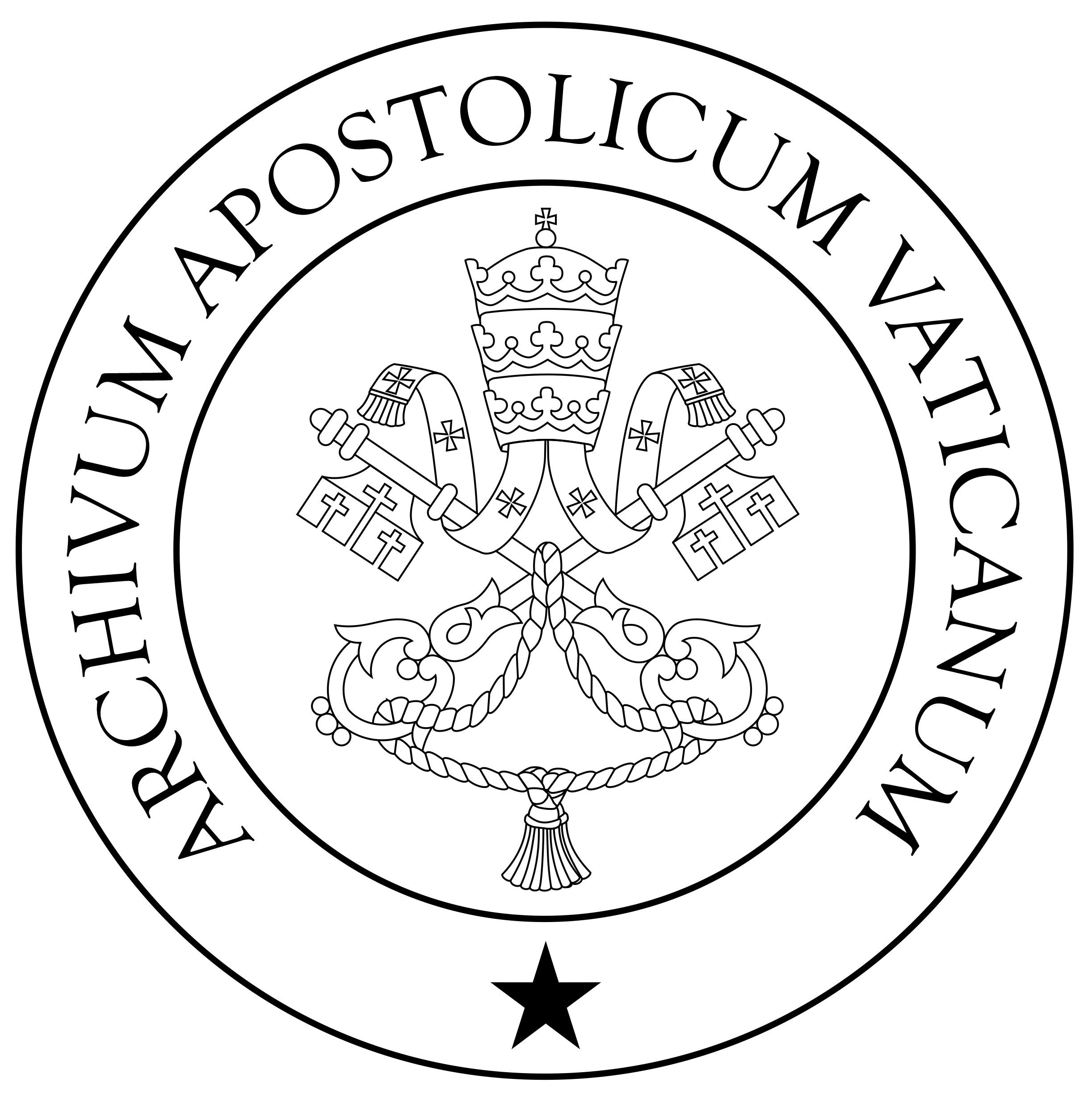
Sceau des Archives apostoliques du Vatican depuis 2019. Ce sont dans ces archives que sont conservés les documents du Vatican

Un document de l'Église catholique est un acte officiel publié par l'Église catholique en tant qu'institution.
Les plus importants documents sont émis par le pape et les conciles œcuméniques. Les autres proviennent des cardinaux, des secrétaires d'État ou des préfets de la curie romaine. Ils sont sources d'enseignement, de doctrine, de droit, voire de dogme pour les catholiques.

## Typologie
Les documents sont de différents types :
- bref
- bulle
- chirographe
- constitution apostolique
- constitution dogmatique
- constitution pastorale
- décret
- décrétale
- dispense papale
- encyclique
- exhortation apostolique
- lettre apostolique
- lettre pastorale
- mandement
- motu proprio
- positio
- rescrit